# 大倉空人
大倉 空人（おおくら たかと、2002年4月12日 - ）は、日本のアイドル、俳優。ダンスボーカルユニット・原因は自分にある。のメンバー。神奈川県湘南出身。スターダストプロモーション制作3部所属。

## 略歴
小学校卒業の頃、地元のお祭りでスカウトされ、スターダストプロモーションに所属。
EBiDAN加入後、ダンスボーカルユニット・BATTLE BOYSおよびBATTLE STREETとして活動し、グループ改名後も原因は自分にある。のメンバーとして活動。メンバーカラーは黄色で、ラップも担当。
2018年9月号より、ファッション雑誌『nicola』のメンズモデルとしても活動。
2023年7月に公開された『ヒッチハイク』にて映画初主演を務める。
2023年10月放送開始のドラマ『君となら恋をしてみても』にてドラマ初主演を務める。

## 人物
- 名前の由来は「空のように大きくのびのびと育ってほしい」[7]
- 趣味はスノーボード、カラオケ、バスケットボール[2]、ゲーム、漫画集め[8]。
- 特技はダンス、水泳[2]、声真似[9]、けん玉。
- 憧れの俳優は菅田将暉[10]。エンターテイメントとしての憧れのアーティストはG-DRAGON[5]。
- MBTIはISFP。

## 出演

### 映画
- ゾッキ（2021年3月20日〈蒲郡市限定〉 / 3月26日〈愛知県限定〉 / 4月2日〈全国〉公開、イオンエンターテイメント）
- レッドブリッジ / レッドブリッジ ビギニング（2022年6月4日公開） - 坂口海斗 役[11]
- ヒッチハイク（2023年7月7日公開） - 主演・山崎健 役[12]
- 他人は地獄だ（2024年11月15日）[13]
- 女神降臨 - 谷川麗央 役[14]
  - 女神降臨 Before 高校デビュー編（2025年3月20日）
  - 女神降臨 After プロポーズ編（2025年5月1日）

### テレビドラマ
- モトカレマニア（2019年10月17日 - 12月12日、フジテレビ） - 服部紡 役[15]
- FAKE MOTION –たったひとつの願い-（2021年1月21日 - 3月11日、日本テレビ） - 仙道利休 役[16]
- 西荻窪 三ツ星洋酒堂 第1話 - 第3話（2021年2月12日 - 2月26日、MBS 他5局） - 中内智（高校時代） 役
- 警視庁ゼロ係〜生活安全課なんでも相談室〜 SEASON5 第7話（2021年6月11日、テレビ東京）  - 三島翔 役
- ショートショート劇場「こころのフフフ」第7話（2021年7月17日、WOWOWオリジナルドラマ）- 川口誠吾 役[17]
- ムチャブリ! わたしが社長になるなんて 第8話（2022年3月2日、日本テレビ） - 大牙光 役
- 月曜プレミア8 黙秘犯（2022年8月8日、テレビ東京） - 清水道夫 役
- ひともんちゃくなら喜んで! 第1-6話、第8話、第10話（2023年1月15日 - 3月19日、朝日放送テレビ） - 黄文革 役[18]
- 福岡恋愛白書18　春のおとなりさん（2023年3月17日、KBC他）-哲夫 役
- 怪談新耳袋 暗黒「人形村」（2023年8月24日 - 9月14日、BS-TBS・BS-TBS 4K） - リヨウ 役[19][20]
- 君となら恋をしてみても（2023年10月6日 - 11月3日、MBS） - 主演・海堂天 役（日向亘とダブル主演）[21]
- 沼オトコと沼落ちオンナのmidnight call 〜寝不足の原因は自分にある。〜 第6話「推し沼」（2023年10月5日、テレビ東京） - 主演・井上耕哉 役[22]
- マイ・セカンド・アオハル 第1話、第8話（2023年10月17日 - 12月5日、TBS） - 白玉正臣 役[23]
- 素晴らしき哉、先生!（2024年8月18日 - 10月6日、朝日放送テレビ・テレビ朝日） - 小野寺蒼空 役[24][25][26]
- レッドブルー（2024年12月18日 - 2月12日、MBS・TBS） - 柊愛矛 役[27]
- みつめてそらして-crossroad-（2024年12月25日、朝日放送テレビ） - 主演・賢太 役[28][29]
- あらばしり（2025年1月10日 - 3月28日、読売テレビ） - 加茂錦 役[30]
- トーキョーカモフラージュアワー（2025年1月19日 - 3月23日、テレビ朝日 / 1月20日 - 3月24日、朝日放送テレビ） - 馬場くん 役[31]
- 熱愛プリンス（2025年3月7日 - 4月25日、MBS） - 遥 役[32]
- 世界で一番早い春（2025年6月20日 - 、MBS） - 嵐景政 役[33]
- ギャン泣きくん（2025年6月26日〈予定〉 - 、中京テレビ・日本テレビ）[34]

### テレビ番組
- 猫のひたいほどワイド（2020年4月1日 - 2023年3月29日、テレビ神奈川）- 猫の手も借り隊（水曜イエロー）[4]

### ラジオ
- 空人和人のラジオの原因。（2020年10月4日 - 2022年6月26日 、ラジオ日本）
- 空人凌大のラジオの原因。（2022年7月3日 -  、ラジオ日本）

### 舞台
- ボクの12支紳士～絵本の中のワンダーランド～（2018年1月17日 - 24日、座・高円寺２）- 猫南瓜 役
- 「オープニングナイト」～桜咲高校ミュージカル部～（2021年7月2日 - 5日、日本青年館ホール[35] / 10月29日 - 11月7日、新国立劇場 中劇場[36]） - オウタ 役
- FAKE MOTION 2021 SS LIVE SHOW（2021年3月25日 - 26日、東京ガーデンシアター） - 仙道利休 役
- FAKE MOTION 2022 SMR LIVE SHOW（2022年10月12日 - 13日、かつしかシンフォニーヒルズ） - 仙道利休 役
- 舞台「日本昔ばなし」 貧乏神と福の神〜つるの恩返し〜 - 新之介 役（2022年11月17日 - 11月27日、東京芸術劇場 シアターウエスト小ホール２）[37]
- THE 面接（2023年7月13日 ‐ 17日、渋谷区文化総合センター大和田 伝承ホール）
- 夢から醒めない夢を見よ(2023年12月13日-12月17日、シアター・アルファ東京）

### アニメ
- エグミレガシー （2024年） - センター分け・チェック 役[38]

### CM
- スクウェア・エニックス　FINAL FANTASY XIV「紅蓮のリベレーター」（2017年6月13日 - ）

### ウェブドラマ
- スマホラー「踊る」
- あなたの夢叶えますガチャ～アイドル編（2020年5月22日 - 30日、DREAM PLUS） - コータ 役
- SSS～Special Short Story～第四弾「#イツモノコト」（2020年8月2日 - 16日、スターダストプロモーション制作3部）[39]
- スマホラー「堕ちる」/「踊る」（2021年5月5日/2021年8月20日、smash.オリジナルドラマシリーズ）
- クールな先輩とハツコイ模様（2021年11月5日 - 2022年1月7日、Spotify、オーディオドラマ） - 吉沢 役[40]
- 最期の授業-生き残った者だけが卒業-（2024年11月26日、UniReel） - 青木翔 役[41]
- みつめてそらして-moratorium-（2024年12月19日配信、TikTok） - 主演・賢太 役[28][29]

### MV
- HONG¥O.JP[本業JP] 「high skrrr boyz」
- LAGOON 「僕たちの毎日が永遠になる。」
- クレイジーファイブ「君の笑顔」

### 雑誌
・nicola メンズモデル（2018年 - 2021年、新潮社）